# Milice française

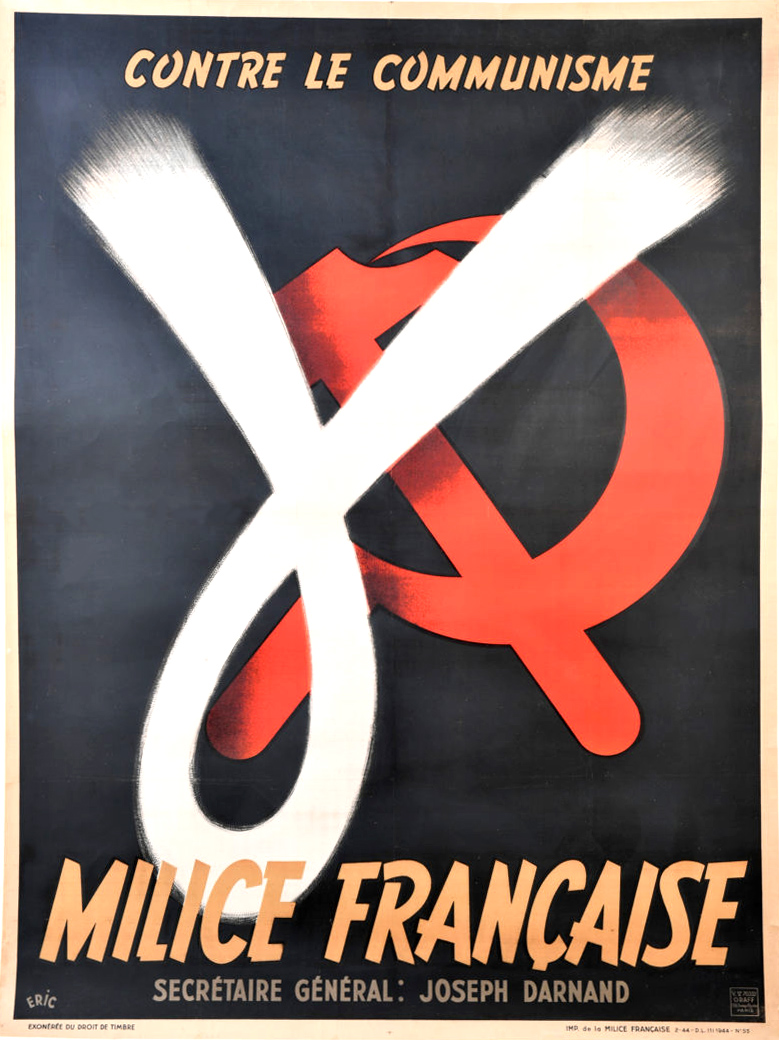
Poster de recrutare pentru
Milice. Textul este "Împotriva comunismului / Miliția franceză / Secretarul General Joseph Darnand". Funda albă era însemnul Miliției.

Miliția franceză (în franceză Milice française) a fost o forță paramilitară creată în 1943 cu ajutorul Germaniei Naziste, pentru a lupta împotriva „terorismului” – adică împotriva Rezistenței franceze – de partea Regimului de la Vichy. Miliția, condusă de Joseph Darnand, a fost implicată în execuții sumare, asasinate și a ajutat la arestarea și deportarea evreilor și a luptătorilor rezistenței. Miliția era succesoarea forței paramilitare Service d'ordre légionnaire (SOL). 
Asemeni Gestapoului, Miliția a folosit de multe ori tortura pentru a smulge informații sau mărturisiri de la cei arestați. De multe ori, milițienii au fost considerați mai cruzi și mortali decât gestapoviștii și SS-iști, de vreme ce erau francezi care luptau împotriva conaționalilor lor. 
Soldații Miliției, cunoscut ca miliciens, erau îmbrăcați uniforme albaste, cămăși maro și berete albastre. În timpul operațiunilor militare, milițienii purtau căști metalice model antebelic. Ziarul mișcării era Combats, care nu trebuie confundat cu ziarul Combat. Milițienii erau angajați cu normă întreagă sau parțială, iar mișcarea avea și o aripă de tineret. 

## Membri
Primii membri ai Miliției erau membri ai partidelor de extremă dreapta franceze din perioada interbelică, așa cum fusese Action Française, dar și muncitori, care ajunseseră să fie convinși de binefacerile Național-Socialismului, dar și câțiva catolici fanatici, nerăbdători să se răzbune pe elementele de stânga, comuniste sau republicane pentru Afacerea Dreyfus sau pentru participarea voluntarilor francezi le luptele războiului civil spaniol de partea republicanilor. 
În afară de cei care au intrat în rândurile miliției din convingere politică, alții au devenit membri ai mișcării pentru a beneficia de solda și rațiile regulate. (Pentru supraviețuirea civililor, în condițiile în care distribuirea alimentelor fusese redusă până la nivelul înfometării de masă, rațiile erau de o importanță vitală). Au existat membrii care au intrat în miliție pentru că membri ai familiilor lor fost ucise în bombardamentele Aliate, sau au fost amenințați sau atacați de membri ai rezistenței comuniste. Au mai existat și mici infractori, cărora li s-a promis că le vor fi iertate infracțiunile dacă se înscriau în miliție. Un avantaj important al milițienilor era acela că erau feriți de mobilizarea pentru muncă forțată în Germania.

## Istoric
Rezistența a început vânătoarea milițienilor individuali, care erau asasinați în locuri publice, precum cafenelele sau străzile aglomerate. Primul asasinat a avut loc pe 24 aprilie 1943, când a fost împușcat mortal milicien Paul de Gassovski. Până la sfârșitul lunii noiembrie, ziarul Combats raporta rănirea de către luptătorii rezistenței a 25 de miliciens. Numărul real a fost ceva mai ridicat. 
Cel mai important milițian care a fost ucis de rezistență a fost Philippe Henriot, ministrul informației și propagandei Regimului de la Vichy, cunoscut ca „Goebbelsul francez". El și soția lui au fost uciși pe 28 iunie 1944 în apartamentul pe care îl ocupau în cadrul ministerului. Ucigașii au fost membri ai rezistenței îmbrăcați ca milițieni. Milițienii s-au răzbunat ucigând la rândul lor mai mulți politicieni și intelectuali de stânga notorii, precum Victor Basch, dar și pe liderul conservator Georges Mandel.
Dacă, la început, milițienii acționau în „zona liberă’’ a Franței aflată sub controlul Regimului de la Vichy, (care stabilise niște limite, împiedicând măsurile extreme), Miliția radicalizată de după ianuarie 1944, a început să acționeze și în „zona ocupată”, inclusiv în Paris. Miliția franceză și-a stabilit cartierul general în fostul sediu al PCF-ului. O școală pentru formarea ofițerilor a fost înființată, cu evidente intenții ironice, în sinagoga din Auteuil.
Poate cea mai amplă și cunoscută operație a Miliției a fost încercarea din martie 1944 de înăbușire a Rezistenței din departamentul Haute-Savoie din sud-estul Fanței, de la granița cu Elveția.  Eforturile milițienilor au fost insuficiente, și până în cele din urmă a fost nevoie de intervenția trupelor germane. Pe 14 iulie 1944, milițienii au înăbușit cu mare brutalitate o revoltă a prizonierilor din închisoarea Santé.
Statutul legal al miliției nu a fost niciodată scris în mod oficial. Miliția opera în paralel cu poliția vichyistă. Acțiunile milițienilor au fost în afara oricărei legi și nu au fost supuse nicioadată controlului judiciar. 
În august 1944, mareșalul Philippe Pétain, temându-se pe bună dreptate că va fi făcut vinovat de crimele milițienilor, a încercat în mod stângaci să se distanțeze de acțiunile acestora din urmă. Mareșalul a scris o scrisoare aspră lui Darnand, în care îl critica pentru organizarea unor „excese”. Darnand i-a trimis o scrisoare sarcastică de răspuns mareșalului, în care aprecia că Pétain ar fi trebuit să-și facă auzit protestul mai înainte. 
Efectivele organizație sunt apreciate la 25.000 – 35.000 de oameni în momentul declanșării debarcării din Normandia (iunie 1944). Numărul total al membrilor a scăzut rapid după debarcare. După eliberarea Fanței, acei milițieni care nu au reușit să se refugieze în Germania, (unde evadații au fost încadrați în Divizia Charlemagne din cadrul Waffen-SS), au avut parte de execuții rapide după procese sumare, sau au fost pur și simplu împușcați de luptători ai rezistenței sau de civili răzbunători.

## Urmări
Un număr oarecare de miliciens au reușit să scape de execuție, fie intrând în clandestinitate sau fugind în străinătate. O parte dintre ei au fost arestați până în cele din urmă. Unul dintre cei mai cunoscuți dintre aceștia din urmă a fost liderul miliției din Lyon, Paul Touvier. În 1994, el a fost condamnat pentru crime împotriva umanității, pe când avea 79 de ani și a murit în pușcărie doi ani mai târziu. 
După terminarea celui de-al doilea război mondial, termenul milice a căpătat un sens peiorativ în limba franceză.